# 哈尔滨公交40路
哈尔滨公交40路是哈尔滨公交的一条线路，由道外区承德广场到香坊区新松茂樾山，全程12.2公里。

## 历史
- 2015年5月1日，以哈尔滨公交19路支线的路线名称开通，使用曾用于哈尔滨公交2路支线的恒通CKZ6116HN3型后置燃气空调公交车，配车2辆，由哈尔滨市公共汽车总公司负责运营。票价为2元一票制[1]。
- 2015年10月18日，路线更名为现在名称，同时增加2辆曾用于哈尔滨公交2路支线的恒通CKZ6116HN3型后置燃气空调公交车，此时40路配车4辆。
- 2015年10月26日，因哈尔滨市公共汽车总公司与哈尔滨市公共电车总公司合并为哈尔滨交通集团公共交通有限公司，本路线变为由哈尔滨交通集团公共交通有限公司经营[2]。
- 2017年7月，增加5台原47路区间的宇通ZK6125HNG1空调车。

## 车站一览
| 序号 | 車站名稱             | 新松茂樾山方向 位置（下行） | 承德广场方向 位置（上行） | 换乘轨道交通 |
| ---- | -------------------- | --------------------------- | ------------------------- | ------------ |
| 1    | 承德广场             | 承德街/长发街               | 承德街/长发街             |              |
| 2    | 南平街               | 承德街/南康街               | 南马路/南平街             |              |
| 3    | 新发小区             | 宽城街                      | 宽城街                    |              |
| 4    | 宽城街               | 宽城街/鼎新三道街           | 宽城街/鼎新三道街         |              |
| 5    | 宣化街（先锋路路口） | 先锋路                      | 先锋路/马端头道街         |              |
| 6    | 先锋小区             | 先锋路/宣庆街               | 先锋路/华山北路           |              |
| 7    | 华山路（先锋路路口） | 华山北路                    |                           |              |
| 8    | 先锋路（华山路路口） |                             | 华山北路                  |              |
| 9    | 哈尔滨体育学院       | 华山北路                    | 华山北路                  |              |
| 10   | 玉山路               | 长江路/玉山路               | 长江路/玉山路             |              |
| 11   | 驿煊广通招标集团     | 长江路/千山路               | 长江路/千山路             |              |
| 12   | 会展中心             | 长江路                      | 长江路                    |              |
| 13   | 绿色食品交易中心     | 长江路/泰山路               | 长江路/泰山路             |              |
| 14   | 长江路（南直路路口） | 长江路/南直路               | 长江路                    |              |
| 15   | 长江路（农大北门）   | 长江路                      | 长江路                    |              |
| 16   | 长江路（化工路路口） | 长江路/化工路               | 长江路/化工路             |              |
| 17   | 长江路（中石化）     | 长江路                      |                           |              |
| 18   | 长江路（香福路路口） | 香福路                      | 长江路/香福路/禧龙大街    |              |
| 19   | 新松茂樾山           | 香福路                      | 香福路                    |              |